# Serge Ibaka
Serge Jonas Ibaka Ngobila (Brazzaville, 18 de septiembre de 1989) es un jugador de baloncesto español nacido en la República del Congo que pertenece a la plantilla del Real Madrid de la liga ACB. Mide 2,08 metros y juega en la posición de ala-pívot.

## Trayectoria deportiva

### Primeros años
El primer club de Serge fue el Avenir du Rair (2003-2005).
Con 16 años, en 2006, jugó cedido en el Interclub de Brazzaville, uno de los equipos más importantes del país, que participaba en la FIBA Africa Clubs Champions Cup, la máxima competición africana de clubes, en la que fue elegido como mejor pívot de la competición siendo aún júnior.
Tras un duro trámite administrativo, fue a parar a las filas del Club Bàsquet L'Hospitalet en 2006, formando parte del equipo júnior, con los que se proclamó campeón de Cataluña de la categoría. Debido a problemas burocráticos, no pudo jugar el Campeonato de España, por lo que jugó cedido en el DKV Joventut para poder participar en el 'Circuito Sub-20' organizado por la ACB y la Federación Española de Baloncesto.
Al año siguiente vuelve a Hospitalet de Llobregat, y participa junto con su equipo en la Leb Oro, segunda categoría del baloncesto español. En su debut, ante el Alicante Costa Blanca, dejó muestras de su calidad, consiguiendo 10 puntos y 12 rebotes. Acabó la temporada promediando 11,8 puntos, 8,3 rebotes y 3,1 tapones por partido. Acabó siendo el máximo taponador de la competición y el tercer mejor reboteador, figurando además octavo en la clasificación para el MVP.
Participó en 2008 en el Reebok Eurocamp de Treviso, en Italia, donde consiguió 18 puntos y 5 rebotes en su primer partido y 12 puntos, 8 rebotes y 2 tapones en el segundo, siendo elegido como mejor jugador de la competición.

### Liga ACB
Fue elegido en la vigesimocuarta posición del Draft de la NBA de 2008 por Seattle Supersonics, convirtiéndose en el primer jugador de la República del Congo en ser elegido en el mismo. Pero finalmente llegó a un acuerdo con Oklahoma City Thunder, heredero de los derechos en la liga de los Sonics, para firmar con el Ricoh Manresa de la Liga ACB por tres temporadas, teniendo opciones el equipo norteamericano al finalizar cada campaña de hacerse con sus servicios.

### NBA

#### Oklahoma City Thunder

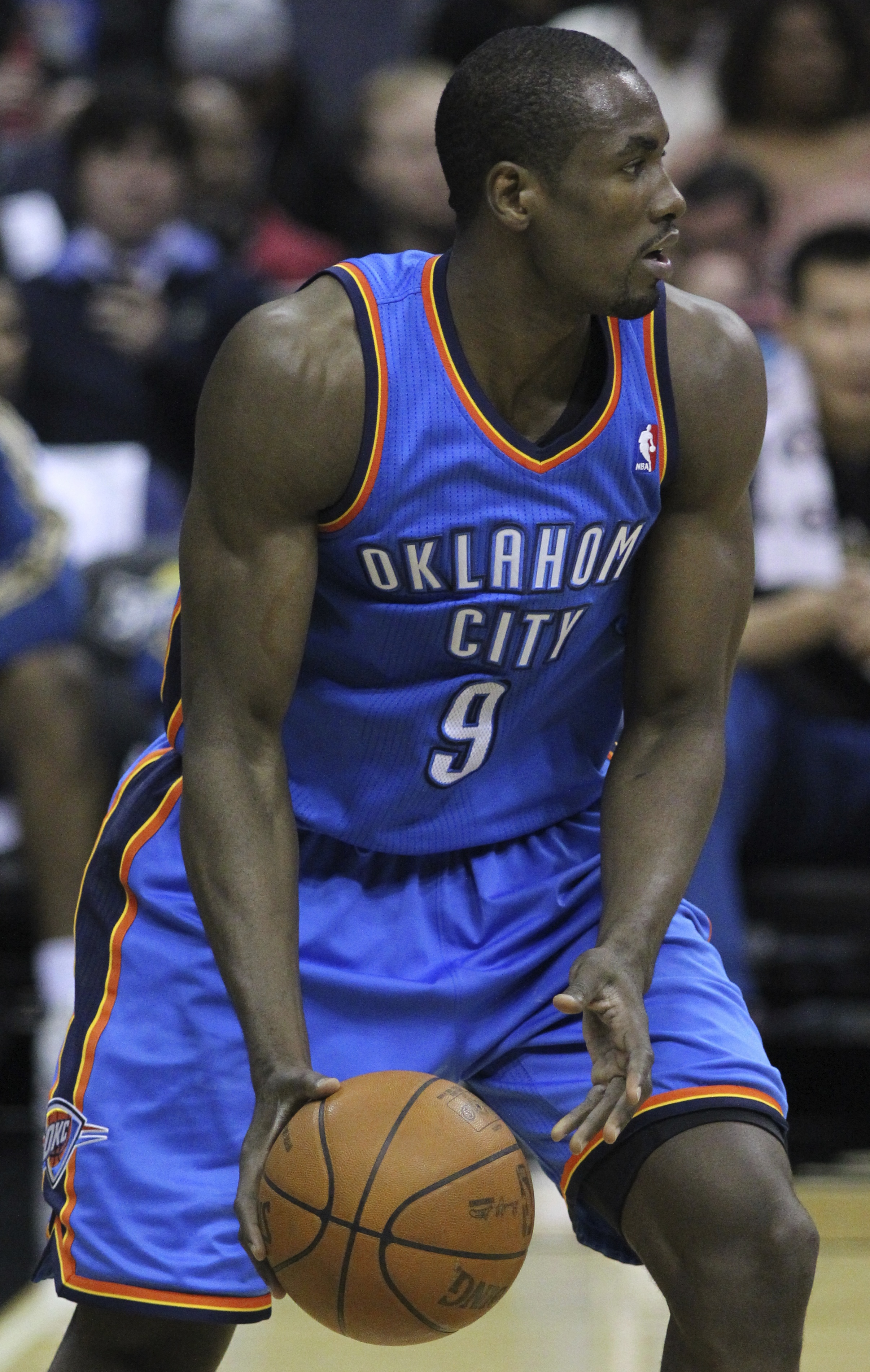
Ibaka en un partido durante la temporada 2010/11.

En julio de 2009 los Oklahoma City Thunder pagaron su cláusula de rescisión, firmando al jugador por dos temporadas garantizadas y otras dos opcionales.
En su primera temporada en la NBA, Ibaka jugó 18,1 minutos de media en 73 partidos, con unos promedios de 6,3 puntos, 5,4 rebotes y 1,3 tapones por partido. Su media de tapones le valió para liderar la categoría entre los rookies de la temporada 2009-2010, mientras que en la clasificación total quedó el número 20.  
En la primera ronda de los play-offs contra Los Angeles Lakers jugó, en 6 partidos, 25,5 minutos y promedió 7,8 puntos, 6,5 rebotes y 2 tapones de media. En el segundo partido de la serie, en Los Ángeles, alcanzó el récord de jugador más joven en conseguir 7 tapones en un partido de play-off.
Participó en el Concurso de Mates de 2011, en el que realizó un mate desde la línea de tiros libres, obteniendo 45 de puntuación. En dicho mate homenajeó a su continente de origen, África.
Durante la temporada 2011-12 jugó durante cuarenta días con el Real Madrid de la liga ACB, debido al cierre patronal de la NBA. Al resolverse los problemas que provocaron dicho cierre volvió a Oklahoma City para iniciar su tercera temporada en la NBA. En esta temporada su equipo quedó campeón de la conferencia oeste y perdió la final de la NBA por 4 a 1 frente a Miami Heat.

#### Orlando Magic
El 23 de junio de 2016, Ibaka fue traspasado a Orlando Magic a cambio de Victor Oladipo, Ersan İlyasova y los derechos de Domantas Sabonis.
El 13 de noviembre de 2016, consiguió su récord de anotación con 31 puntos, incluyendo la canasta ganadora frente a su exequipo, los Oklahoma City Thunder.

#### Toronto Raptors

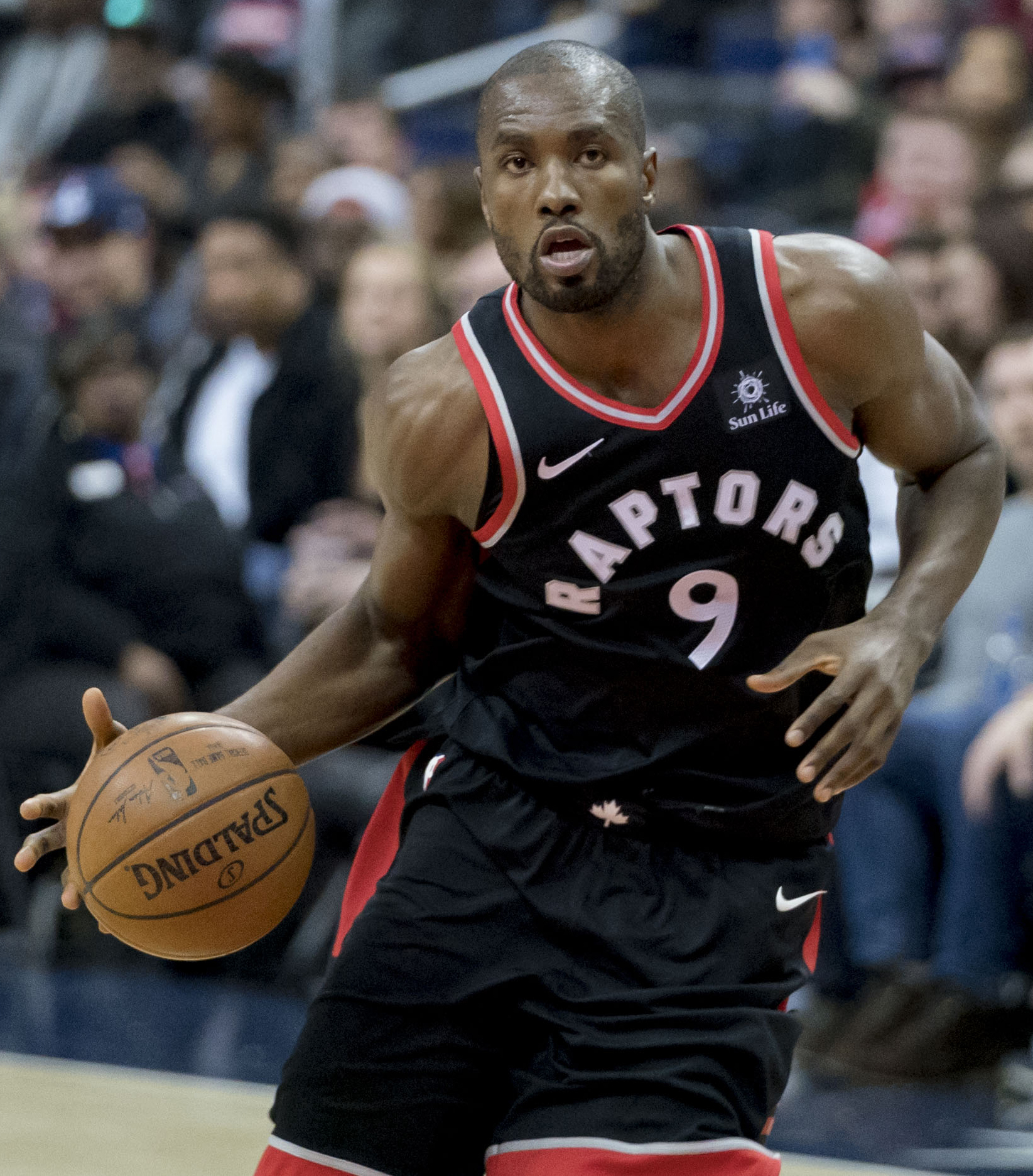
Ibaka con los Raptors en 2018.

El 14 de febrero de 2017, Ibaka fue traspasado a Toronto Raptors a cambio de Terrence Ross y una primera ronda de draft.
El 4 de noviembre de 2018, anotó 14 lanzamientos seguidos, para terminar con 34 puntos en la victoria frente a Los Angeles Lakers. Finalizó el partido con 15 de 17 en tiros de campo y se convirtió en el primer jugador en anotar 14 lanzamientos seguidos desde que lo hiciera Shaquille O'Neal en 2006.
El 13 de junio de 2019, con Toronto Raptors, se proclamó campeón de la NBA.

#### Los Angeles Clippers
El 21 de noviembre de 2020, Ibaka firmó un contrato de dos años y 19 millones de dólares con Los Angeles Clippers como agente libre.

#### Milwaukee Bucks
Tras temporada y media en Los Ángeles, el 10 de febrero de 2022 es traspasado a Milwaukee Bucks en un acuerdo entre cuatro equipos.
El 4 de julio de 2022 renueva por un año con los Bucks.
El 9 de febrero de 2023 es traspasado a Indiana Pacers, siendo cortado al día siguiente.

### Regreso a Europa

#### Bayern de Múnich
El 13 de septiembre de 2023, fichó con el Bayern de Múnich de la Basketball Bundesliga y la Euroliga.

#### Real Madrid
El 26 de julio de 2024 firmó contrato por un año con el Real Madrid de la liga ACB.

### Selección nacional

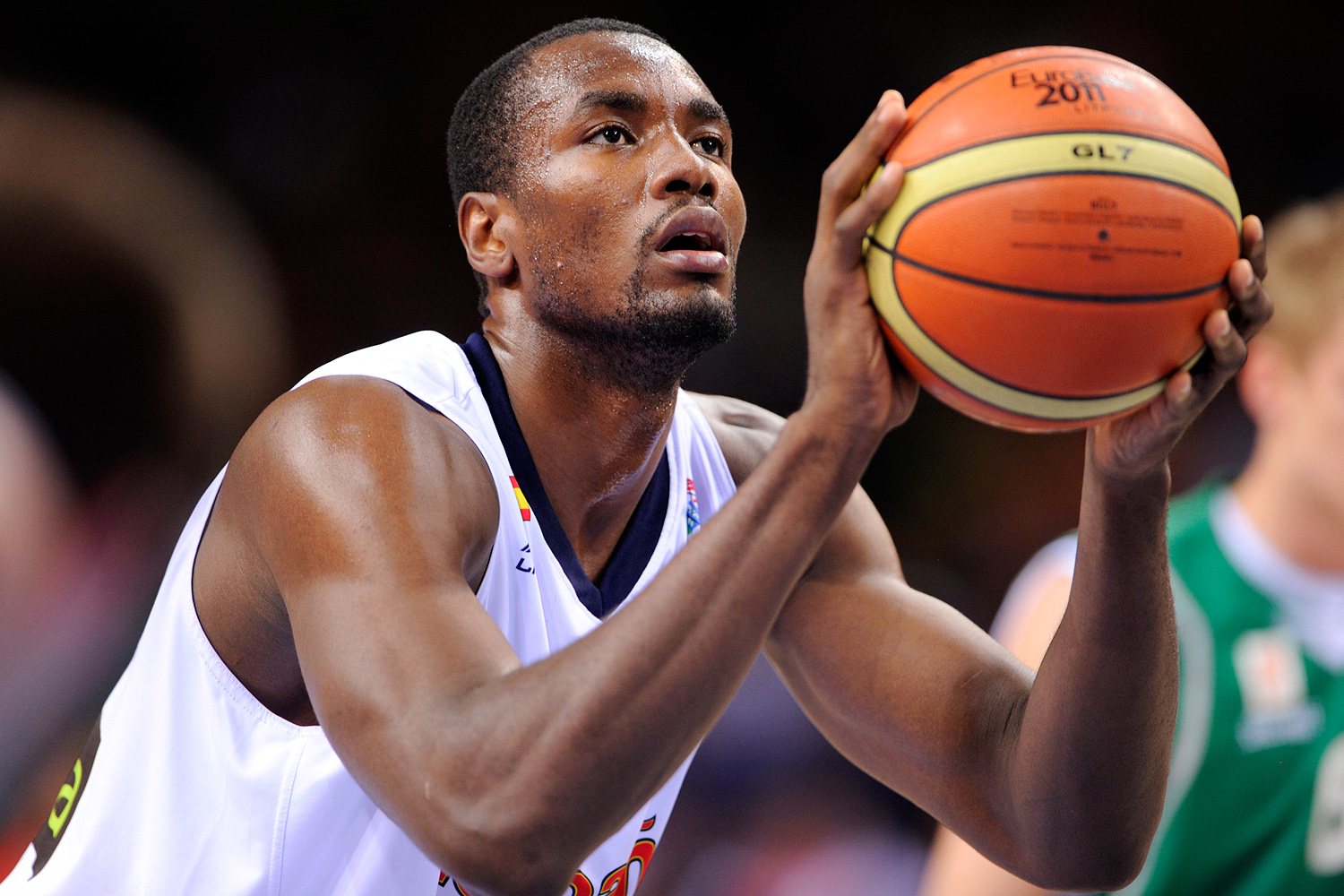
Ibaka con la selección española.

Serge fue uno de los elegidos por Sergio Scariolo para integrar la preselección del equipo español para el Eurobasket de Lituania 2011, si bien su inclusión definitiva quedaba supeditada a la obtención de la nacionalidad por carta de naturaleza que finalmente obtuvo el 15 de julio de 2011. El debut oficial se produjo el 9 de agosto de ese mismo año en Almería (portando el dorsal 14), en un amistoso ante Francia donde anotó 9 puntos.
Con la selección ha obtenido el Eurobasket de Lituania ante Francia por 98 a 85, donde Ibaka aportó 5 tapones en 3:43, récord histórico en una final de Eurobasket, contribuyendo de este modo a la victoria del equipo español. Además consiguió la medalla de plata en Juegos Olímpicos de Londres 2012, siendo derrotado en la final por Estados Unidos. Durante el Europeo, Serge ayudó a UNICEF donando 100 euros por cada tapón que ponía. Además, pedía la colaboración de sus fanes a través de su Twitter y de un artículo que escribía tras cada partido en el periódico El Mundo.

## Estadísticas de su carrera en la NBA
|  | Denota temporadas en las que ganó el Campeonato de la NBA |
|  | Lideró la liga                                            |

### Temporada regular
| Año     | Equipo        | PJ  | PT  | MPP  | %TC  | %3P  | %TL  | RPP | APP | ROB | TPP | PPP  |
| ------- | ------------- | --- | --- | ---- | ---- | ---- | ---- | --- | --- | --- | --- | ---- |
| 2009-10 | Oklahoma City | 73  | 0   | 18.1 | .543 | .500 | .630 | 5.4 | .1  | .3  | 1.3 | 6.3  |
| 2010-11 | Oklahoma City | 82  | 44  | 27.0 | .543 | .000 | .750 | 7.6 | .3  | .4  | 2.4 | 9.9  |
| 2011-12 | Oklahoma City | 66  | 66  | 27.2 | .535 | .333 | .661 | 7.5 | .4  | .5  | 3.7 | 9.1  |
| 2012-13 | Oklahoma City | 80  | 80  | 31.1 | .573 | .351 | .749 | 7.7 | .5  | .4  | 3.0 | 13.2 |
| 2013-14 | Oklahoma City | 81  | 81  | 32.9 | .536 | .389 | .784 | 8.8 | 1   | .5  | 2.7 | 15.1 |
| 2014-15 | Oklahoma City | 64  | 64  | 33.1 | .476 | .372 | .836 | 7.8 | .9  | .5  | 2.4 | 14.3 |
| 2015-16 | Oklahoma City | 78  | 78  | 32.1 | .479 | .326 | .752 | 6.8 | .8  | .5  | 1.9 | 12.6 |
| 2016-17 | Orlando Magic | 56  | 56  | 30.5 | .488 | .388 | .846 | 6.8 | 1.1 | .6  | 1.5 | 15.1 |
| 2016-17 | Toronto       | 23  | 23  | 31.0 | .459 | .398 | .882 | 6.8 | .7  | .3  | 1.4 | 14.2 |
| 2017-18 | Toronto       | 76  | 76  | 27.5 | .483 | .360 | .797 | 6.3 | .8  | .4  | 1.3 | 12.6 |
| 2018-19 | Toronto       | 74  | 51  | 27.2 | .529 | .290 | .763 | 8.1 | 1.3 | .4  | 1.4 | 15.0 |
| 2019-20 | Toronto       | 55  | 27  | 27.0 | .512 | .385 | .718 | 8.2 | 1.4 | .5  | .8  | 15.4 |
| 2020-21 | L.A. Clippers | 41  | 39  | 23.3 | .510 | .339 | .811 | 6.7 | 1.8 | .2  | 1.0 | 11.1 |
| 2021-22 | L.A. Clippers | 35  | 10  | 15.4 | .490 | .387 | .690 | 4.3 | 1.0 | .2  | .7  | 6.6  |
| 2021-22 | Milwaukee     | 19  | 2   | 17.8 | .519 | .351 | .800 | 5.3 | .7  | .2  | .4  | 7.0  |
| 2022-23 | Milwaukee     | 16  | 2   | 11.6 | .481 | .333 | .615 | 2.8 | .3  | .1  | .4  | 4.1  |
| Total   | Total         | 919 | 697 | 27.3 | .513 | .359 | .757 | 7.1 | .8  | .4  | 1.9 | 12.0 |

### Playoffs
| Año   | Equipo        | PJ  | PT  | MPP  | %TC  | %3P  | %TL   | RPP | APP | ROB | TPP | PPP  |
| ----- | ------------- | --- | --- | ---- | ---- | ---- | ----- | --- | --- | --- | --- | ---- |
| 2010  | Oklahoma City | 6   | 0   | 25.5 | .571 | -    | .700  | 6.5 | .3  | .3  | 2.0 | 7.8  |
| 2011  | Oklahoma City | 17  | 17  | 28.8 | .462 | .000 | .825  | 7.3 | .2  | .2  | 3.1 | 9.8  |
| 2012  | Oklahoma City | 20  | 20  | 28.4 | .528 | .250 | .722  | 5.8 | .6  | .6  | 3.0 | 9.8  |
| 2013  | Oklahoma City | 11  | 11  | 33.3 | .437 | .444 | .792  | 8.4 | .7  | .0  | 3.0 | 12.8 |
| 2014  | Oklahoma City | 15  | 15  | 33.7 | .622 | .333 | .750  | 7.3 | .5  | .7  | 2.4 | 12.2 |
| 2016  | Oklahoma City | 18  | 18  | 33.4 | .521 | .449 | .750  | 6.3 | .6  | .8  | 1.3 | 12.0 |
| 2017  | Toronto       | 10  | 10  | 30.7 | .462 | .316 | .846  | 6.5 | 1.4 | .4  | 1.7 | 14.3 |
| 2018  | Toronto       | 10  | 9   | 26.0 | .417 | .375 | .818  | 5.9 | 1.1 | .1  | 1.3 | 8.7  |
| 2019  | Toronto       | 24  | 0   | 20.8 | .477 | .237 | .762  | 6.0 | .9  | .5  | 1.0 | 9.4  |
| 2020  | Toronto       | 11  | 0   | 22.8 | .573 | .511 | 1.000 | 7.7 | 1.2 | .2  | 1.3 | 14.8 |
| 2021  | L.A. Clippers | 2   | 0   | 9.0  | .500 | .000 | 1.000 | 2.0 | 1.0 | .5  | 1.5 | 5.0  |
| 2022  | Milwaukee     | 6   | 0   | 3.7  | .250 | .000 | .500  | 1.7 | .0  | .0  | .0  | 1.5  |
| Total | Total         | 152 | 102 | 27.1 | .499 | .382 | .789  | 6.3 | .7  | .4  | 1.9 | 10.6 |

## Votaciones para elAll-Star Game de la NBA
| Año  | Número de Votos | Elegido | Equipo                |
| ---- | --------------- | ------- | --------------------- |
| 2010 | (-)             | No      | Oklahoma City Thunder |
| 2011 | (-)             | No      | Oklahoma City Thunder |
| 2012 | 35.019          | No      | Oklahoma City Thunder |
| 2013 | 197.063         | No      | Oklahoma City Thunder |
| 2014 | 62.915          | No      | Oklahoma City Thunder |
| 2015 | 107.223         | No      | Oklahoma City Thunder |
| 2016 | (-)             | No      | Oklahoma City Thunder |
| 2017 | 29.123          | No      | Orlando Magic         |
| 2018 | 117.077         | No      | Toronto Raptors       |
| 2019 | 348.217         | No      | Toronto Raptors       |
| 2020 | 342.575         | No      | Toronto Raptors       |
| 2021 | 63.096          | No      | Los Angeles Clippers  |
| 2022 | 18.170          | No      | Los Angeles Clippers  |
| 2023 | 7,096           | No      | Milwaukee Bucks       |

## Logros y reconocimientos
En la NBA
- Campeón de la NBA: 2019
- 2 veces máximo taponador de la NBA: (2011-12, 2012-13)

Con la selección española
- Medalla de Oro en el Eurobasket 2011 en Lituania.
- Medalla de Plata en los Juegos Olímpicos de Londres 2012.

Distinciones individuales
- MVP del Reebok Eurocamp 2008.
- Campeón del Concurso de mates ACB 2008-2009.
- Mejor taponador (3,1 tapones por partido) de la liga LEB Oro en la temporada 2007-2008.
- Mejor reboteador y mejor pívot del campeonato nacional senior de África (2006).
- MVP del campeonato de África de selecciones júnior en Durban (2005).

## Vida personal
Tanto su madre como su padre fueron jugadores de baloncesto. Su padre, Amadou  Ibaka, fue profesional y llegó a ser internacional por la República del Congo. Su madre, Desiré Djonga, jugó con el equipo nacional de la República Democrática del Congo, país conocido entre 1971 y 1997 con el nombre de Zaire. Ambos transmitieron a su hijo el amor por el deporte y fue Desiré quien le inculcó la pasión por el baloncesto. El número 9 que ahora lleva es un cariñoso homenaje al que adornaba la camiseta de su padre. Él es el decimosexto hijo de los dieciocho que tuvieron sus padres.
Habla lingala, castellano, inglés y francés.
Ibaka tiene una hija, Ranie, que nació cuando él aún era adolescente, poco después de abandonar la República del Congo. Ranie creció con su madre y con el padre de Ibaka; padre e hija no se conocieron hasta que Ranie tuvo cinco años, y se vieron por primera vez cuando ella tenía once.
Su hermano pequeño, Igor, jugó para los Oklahoma State Cowboys de la NCAA en 2015.
Serge mantuvo relaciones con Angela Simmons (2017-2018), Keri Hilson (2012-2016) y Hedisa Visapa (2011).
El 3 de abril de 2017, fue elegido como miembro del comité directivo de la NBPA Foundation. La NBPA Foundation es un departamento caritativo perteneciente a la National Basketball Players Association, el sindicato de los actuales jugadores profesionales de la NBA. La Fundación proporciona financiación estratégica y apoyo a las iniciativas de compromiso comunitario de los jugadores en todo el mundo.
En 2018 abrió un canal en la plataforma YouTube, titulado “How Hungry Are You” donde Serge muestra sus habilidades culinarias, y donde él mismo se denomina Mafuzzy Chef. En los distintos episodios ha ido preparado platos para sus compañeros de equipo, como un pene de ternera a Kawhi Leonard y cerebro de cordero a varios jugadores de banquillo de los Raptors.
Ibaka también es conocido por su sofisticada forma de vestir. En septiembre de 2019, fue incluido en la lista de mejor vestidos (Best Dressed List) por la revista Vanity Fair.